# Iwaniwka (Henitschesk)
Iwaniwka (ukrainisch Іванівка;  russisch Ивановка Iwanowka) ist eine Siedlung städtischen Typs im Osten der ukrainischen Oblast Cherson mit etwa 4500 Einwohnern (2016).
Die um 1820 gegründete Siedlung war zwischen 1923 und Juli 2020 der Verwaltungssitz des gleichnamigen Rajons Iwaniwka und erhielt 1956 den Status einer Siedlung städtischen Typs.

## Geographie
Iwaniwka liegt 175 km östlich der Oblasthauptstadt Cherson und 80 km westlich von Melitopol in der Oblast Saporischschja. Im 36 km entfernten Dorf Sirohosy (ukrainisch Сірогози) befindet sich der nächstgelegene Bahnhof.

## Verwaltungsgliederung
Am 6. Juli 2017 wurde die Siedlung zum Zentrum der neugegründeten Siedlungsgemeinde Iwaniwka (ukrainisch Іванівська селищна громада/Iwaniwska selyschtschna hromada), zu dieser zählten auch noch die 16 in der untenstehenden Tabelle aufgelistetenen Dörfer sowie die Ansiedlung Wesseliwka, bis dahin bildete sie die gleichnamige Siedlungratsgemeinde Iwaniwka (Іванівська селищна рада/Iwaniwska selyschtschna rada) im Osten des Rajons Iwaniwka.
Am 12. Juni 2020 kamen noch die 8 Dörfer Dmytriwka, Druschbiwka, Ljubymiwka, Nowosnamenka, Perschotrawnewe, Selenyj Haj, Ukrajinske und Wesseliwka sowie die 2 Ansiedlungen Fedoriwka und Nowosnamenka zum Gemeindegebiet.
Seit dem 17. Juli 2020 ist sie ein Teil des Rajons Henitschesk.
Folgende Orte sind neben dem Hauptort Iwaniwka Teil der Gemeinde:
| Name                     | Name                | Name                                         |
| ukrainisch transkribiert | ukrainisch          | russisch                                     |
| ------------------------ | ------------------- | -------------------------------------------- |
| Ahajmany                 | Агаймани            | Агайманы (Agaimany)                          |
| Balaschowe               | Балашове            | Балашово (Balaschowo)                        |
| Blahodatne               | Благодатне          | Благодатное (Blagodatnoje)                   |
| Dmytriwka                | Дмитрівка           | Дмитровка (Dmitrowka)                        |
| Druschbiwka              | Дружбівка           | Дружбовка (Druschbowka)                      |
| Fedoriwka                | Федорівка           | Фёдоровка (Fjodorowka)                       |
| Kwitkowe                 | Квіткове            | Квитковое (Kwitkowoje)                       |
| Ljubymiwka               | Любимівка           | Любимовка (Ljubimowka)                       |
| Martiwka                 | Мартівка            | Мартовка (Martowka)                          |
| Mychajliwka              | Михайлівка          | Михайловка (Michailowka)                     |
| Nowodmytriwka Druha      | Новодмитрівка Друга | Новодмитровка Вторая (Nowodmitrowka Wtoraja) |
| Nowodmytriwka Perscha    | Новодмитрівка Перша | Новодмитровка Первая (Nowodmitrowka Perwaja) |
| Nowomykolajiwka          | Новомиколаївка      | Новониколаевка (Nowonikolajewka)             |
| Nowosemeniwka            | Новосеменівка       | Новосемёновка (Nowosemjonowka)               |
| Nowosnamenka             | Новознаменка        | Новознаменка                                 |
| Nowowassyliwka           | Нововасилівка       | Нововасилевка (Nowowassilewka)               |
| Perschotrawnewe          | Першотравневе       | Першотравневое (Perschotrawnewoje)           |
| Sachariwka               | Захарівка           | Захаровка (Sacharowka)                       |
| Schotiwka                | Шотівка             | Шотовка (Schotowka)                          |
| Schyroka Balka           | Широка Балка        | Широкая Балка (Schirokaja Balka)             |
| Schtschaslywe            | Щасливе             | Счастливое (Stschastliwoje)                  |
| Selenyj Haj              | Зелений Гай         | Зелёный Гай (Seljony Gai)                    |
| Trochymiwka              | Трохимівка          | Трофимовка (Trofimowka)                      |
| Tymofijiwka              | Тимофіївка          | Тимофеевка (Timofejewka)                     |
| Ukrajinske               | Українське          | Украинское (Ukrainskoje)                     |
| Wesseliwka               | Веселівка           | Веселовка (Wesselowka)                       |
| Woskressenka             | Воскресенка         | Воскресенка                                  |

## Bevölkerungsentwicklung
| 1959  | 1970  | 1979  | 1989  | 2001  | 2016  |
| ----- | ----- | ----- | ----- | ----- | ----- |
| 5.178 | 4.818 | 5.173 | 5.649 | 5.231 | 4.544 |

Quelle: